# Luçon

Luçon este o comună în departamentul Vendée, Franța. În 2009 avea o populație de 9,784 de locuitori.

## Personalități născute aici
- François Bégaudeau (n. 1971), scriitor.